# Тиберий Семпроний Блез
Тиберий Семпроний Блез (лат. Tiberius Sempronius Blaesus; умер в 217 году до н. э.) — римский политический деятель и военачальник из плебейского рода Семпрониев, квестор в 217 году до н. э. Находясь на этой должности, принял участие в набеге на Ливию под началом консула Гнея Сервилия Гемина. Римляне попали в засаду, Блез погиб в схватке.